# Tyria grisescens
Tyria grisescens là một loài bướm đêm thuộc phân họ Arctiinae, họ Erebidae.